# Синагога Робоча
Синагога Робоча — юдейська синагога в Херсоні. Не збереглася.

## Історія
Знаходилася по вулиці Насипній, буд. 66 (нині — вул. Михайлівська). Відвідуваність на початку XX століття — 300 чоловік.